# Хамзаев, Абдушукур Худайкулович
Абдушукур Худайкулович Хамзаев (род. 10 декабря 1973, Узунский район, Сурхандарьинская область) — узбекский государственный и политический деятель. Лидер Экологической партии Узбекистана. Доктор сельскохозяйственных наук, профессор. Кандидат на президентских выборах 2023 года.

## Биография
А. Х. Хамзаев начал с должности агронома в колхозе «Намуна» Узунского района.
В 1996—1999 годах окончил аспирантиру Самаркандского сельскохозяйственного института.
В 1999—2017 годах работал на должностях ассистента, старшего преподавателя, заместителя декана по воспитательной работе, проректора по духовно-просветительской работе Самаркандского сельскохозяйственного института.
В июне 2017 года назначен заместителем председателя Государственного комитета Республики Узбекистан по лесному хозяйству.
В 2017—2022 годах работал директором НИИ лесного хозяйства.
С 2022 года работает председателем Исполнительного комитета Центрального совета Экологической партии Узбекистана.
На президентских выборах 2023 года Абдушукур Хамзаев получил 3,74 %.
В декабре 2022 года был избран председателем Экологической партии Узбекистана.

Под руководством А.Х.Хамзаева в течение 2017-2022 годов значительно возрос научный потенциал в области лесного хозяйства. Вновь созданы 4 научных центра, 5 опытных станций, он является автором около 20 сортов сельскохозяйственных культур и 16 изобретений. 
Как лидер партии А. Х. Хамзаев внес весомый вклад в значительное увеличение числа членов партии и первичных партийных организаций, в широкую пропаганду программных целей партии.
А. Х. Хамзаев повысил квалификацию по сельскому, лесному хозяйству и экологии в ряде зарубежных стран. По его инициативе сегодня налажено научное сотрудничество с более 10 ведущими зарубежными образовательными и научными организациями в данной области.
Также, А. Х. Хамзаев принимает активное участие в законотворческом процессе. В частности, он принимал непосредственное участие в подготовке законов «О семеноводстве», «О лесах», «О пастбищах».
Одновременно участвовал в подготовке около 20 проектов подзаконных актов в качестве председателя Экспертного совета Государственного комитета лесного хозяйства. 